# 초강산
초강산(超强酸) 또는 초산(超酸)은 순수 황산보다 강한 산을 일컫는 말이다.
이 초강산의 예시는 플루오로안티몬산이 있는데 이는 염산이나 황산보다 100억배나 더 강한 산이다. pKa = -19
일반적인 pH 농도 계산법으로는 산도를 구하기가 쉽지 않으므로 아래의 Hammett산도함수(H0)의 계산법을 이용한다.
{\displaystyle H_{0}=\mathrm {p} K_{BH^{+}}+\log {[B] \over [BH^{+}]}}
| 이름(화학식)                        | H0             |
| ----------------------------------- | -------------- |
| 수소화 헬륨 이온(HeH+)              | -63            |
| 플루오로안티몬산(H2FSbF6)           | -28 < H0 < -23 |
| 마법산(HSO3FSbF5)                   | -23            |
| 카보레인산(H(CHB11Cl11))            | -18            |
| 플루오로황산(HSO3F)                 | -15.1          |
| 트라이플루오로메테인설폰산(CF3HSO3) | -14.9          |
| 과염소산(HClO4)                     | -13            |
| 클로로설폰산(HSO3Cl)                | -12.78         |
| 황산(H2SO4)                         | -12            |

## 같이 보기
- 초염기
- 산 해리 상수